# 瑞罗
瑞罗（西班牙語：Rello）是位于西班牙卡斯蒂利亚-莱昂自治区索里亚省的一个城市。按照2004年人口普查（INE）的数据来看，该市共有33名居民。